# 泰安路115弄

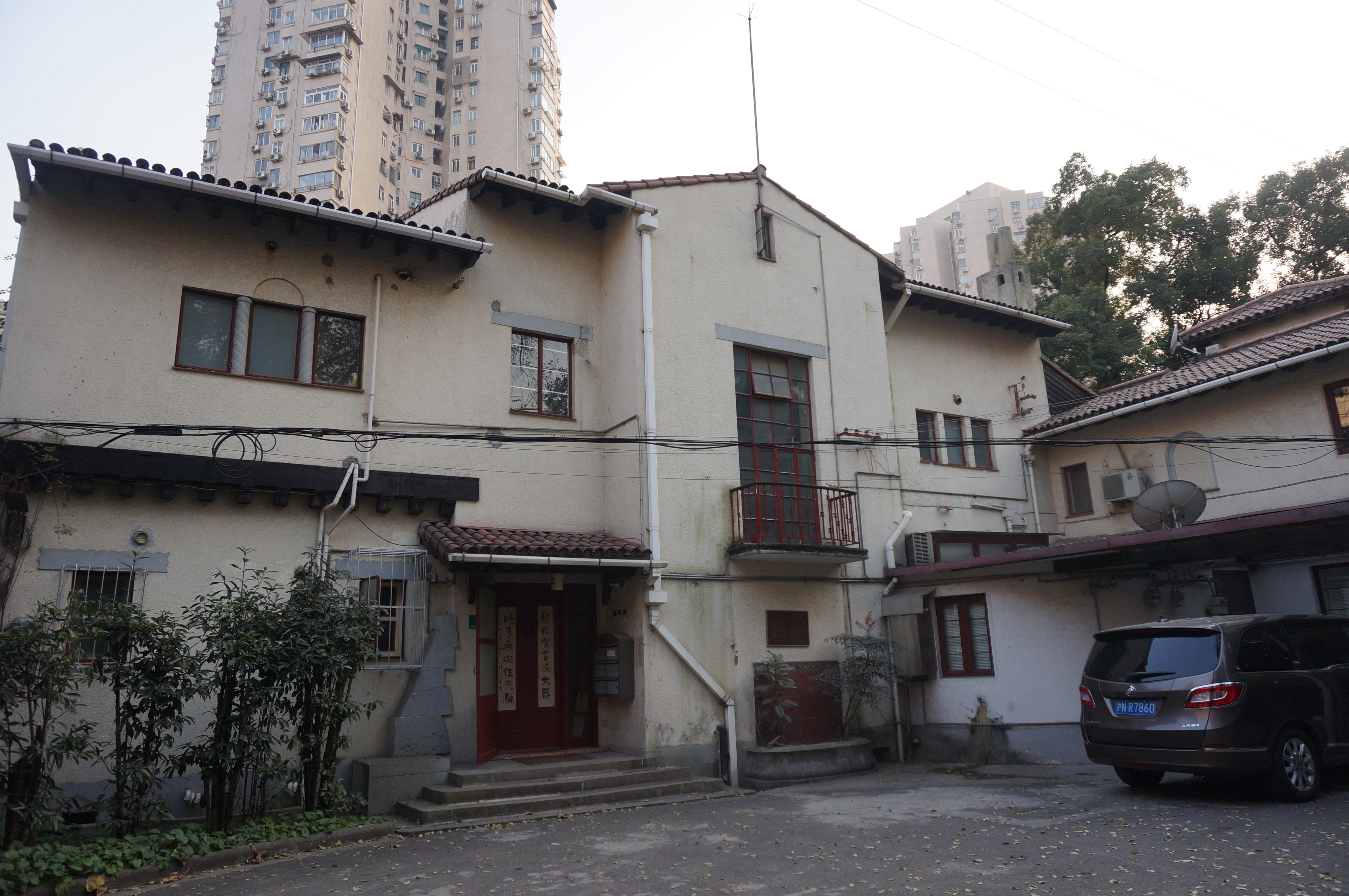
周谷城旧居

泰安路115弄是位于中國上海长宁区的一片花园里弄，共由八幢花园别墅组成。里弄由美商德士古洋行于1948年委托黄迈士设计，大陆工程有限公司施工建成。住宅分英式和西班牙式两种，最初曾作为洋行所属的高级职员住宅使用。
1989年9月，泰安路115弄花园里弄住宅成为第一批上海市优秀历史建筑以及上海市文物保护单位。历史学家周谷城曾长期居住于此弄6号。

## 建筑特色
弄内共有别墅三排八幢，占地面积1.39万平方米，建筑面积5062平方米。其中英式别墅立面部分木构架外露漆绛红色，山墙有凸窗而东面山墙则凸出壁炉和烟囱，有小阳台并呈挑出式。西班牙式别墅屋面呈缓坡式，盖以圆筒瓦，窗间有绞绳纹小柱。每幢住宅的南面均有大花园。